# Vitali Kovalenko
Vitali Kovalenko   (Moscou, 17 de març de 1934) és un ex-jugador de voleibol rus que va competir sota bandera soviètica durant les dècades de 1950 i 1960.
El 1964 va prendre part en els Jocs Olímpics de Tòquio, on guanyà la medalla d'or en la competició de voleibol. En el seu palmarès també destaquen dues medalles d'or (1960 i 1962) i una de bronze (1966) al Campionat del Món de voleibol, i una bronze al Campionat d'Europa de 1963.
A nivell de clubs jugà amb el CSKA Moskvà, amb qui guanyà vuit edicions de la lliga soviètica (1955, 1958, 1960-1963, 1965 i 1966) i dues copes d'Europa (1960 i 1962).